# Boulsbaongo
Boulsbaongo est une localité située dans le département de Barsalogho de la province du Sanmatenga dans la région Centre-Nord au Burkina Faso.

## Éducation et santé
Le centre de soins le plus proche de Boulsbaongo est le centre médical avec antenne chirurgicale (CMA) de Barsalogho tandis que le centre hospitalier régional (CHR) se trouve à Kaya.
Boulsbaongo possède une école primaire publique.